# Gustave Liotard-Vogt
Pour les articles homonymes, voir Liotard, Vogt et Liotard-Vogt.
Gustave Jules Liotard-Vogt (13 février 1833, Nîmes - 11 juillet 1922, Montmorency) est un administrateur et magistrat français.

## Biographie
Gustave Liotard-Vogt est le fils d'Adolphe Liotard, professeur de langues, et de Justine Vogt, ainsi que le neveu de Charles Liotard (1817-1893), secrétaire perpétuel de l'Académie de Nîmes.
Rentré dans l'Administration de l'Enregistrement et des Domaines en 1852, il est nommé receveur dans le Puy-de-Dôme en 1855, premier commis en 1856, vérificateur à Nîmes et Paris en 1863, sous-inspecteur à Paris en 1875, inspecteur au Puy-en-Velay et à Paris en 1877 et directeur à Privas et à Dijon en 1882.
Il est administrateur à la Direction générale de 1887 à 1891, puis directeur général de 1891 à 1896.
Il est nommé conseiller d'État en 1893.
Passé à la Cour des comptes en 1896 comme conseiller maître, il est nommé procureur général près la Cour des comptes en 1901. Il en est nommé premier président honoraire en 1908.
Il est le père d'Alfred Liotard-Vogt, directeur-général et administrateur du groupe Nestlé et d'Anglo-Swiss Condensed Milk Co.. Sa fille Irma Justine Eugénie Liotard-Vogt épouse André Weiss. Sa fille Valentine Henriette Madeleine Liotard-Vogt épouse le juriste Walter Thomas. Il est le grand-père de Pierre Liotard-Vogt, président du groupe Nestlé.

## Publications
- L'Application de l'impôt sur les opérations de Bourse (1893)
- De la Situation financière de la France (1901)

## Pour approfondir